# Марфінський
Пам'ятка природи «Марфінський» (рос. Памятник природы «Марфинский») — ботанічна пам'ятка природи регіонального значення на території Астраханської області Південного федерального округу Російської Федерації.

## Географія
Пам'ятка природи розташована на території Козловської сільради Володарського району Астраханської області. Знаходиться у східній частині надводної дельти Волги за 3 км на північ від села Мішково. являє собою лучну ділянку на алювіальних ґрунтах.

## Історія
Резерват був утворений 4 жовтня 1985 року з метою охорони еталонної ділянки заплавних лучних ландшафтів з пирійно-прибережницевим рослинним угрупуванням, характерним для Астраханської області. Вже довгі роки пам'ятка природи є моніторинговою ділянкою № 9 лабораторії лукознавства Астраханського педагогічного університету, де проводяться багаторічні комплексні спостереження за станом і продуктивністю сінокосних угідь.

## Біоценоз
У пам'ятці природи охороняються рослинні угрупування з таких видів: бульбокомиш морський (Bolboschoenus maritimus), прибережниця берегова (прибережниця прибережна; Aeluropus littoralis), пирій повзучий (Elytrigia repens), свинорий пальчастий (Cýnodon dáctylon), локриця (солодка гола; Glycyrrhí́za glábra), болотниця болотна (ситняг болотний; Eleocharis palustris).

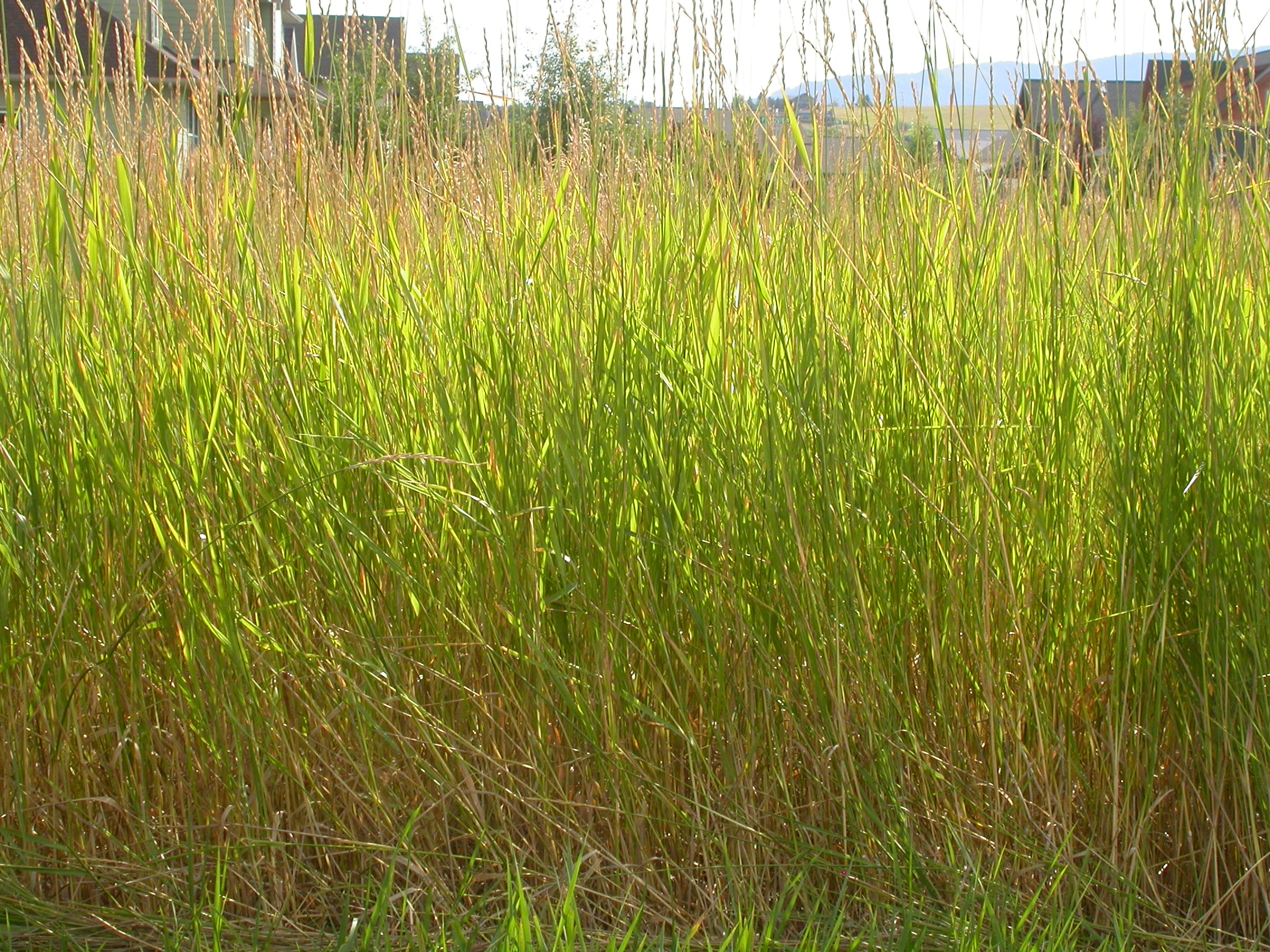
Пирій повзучий
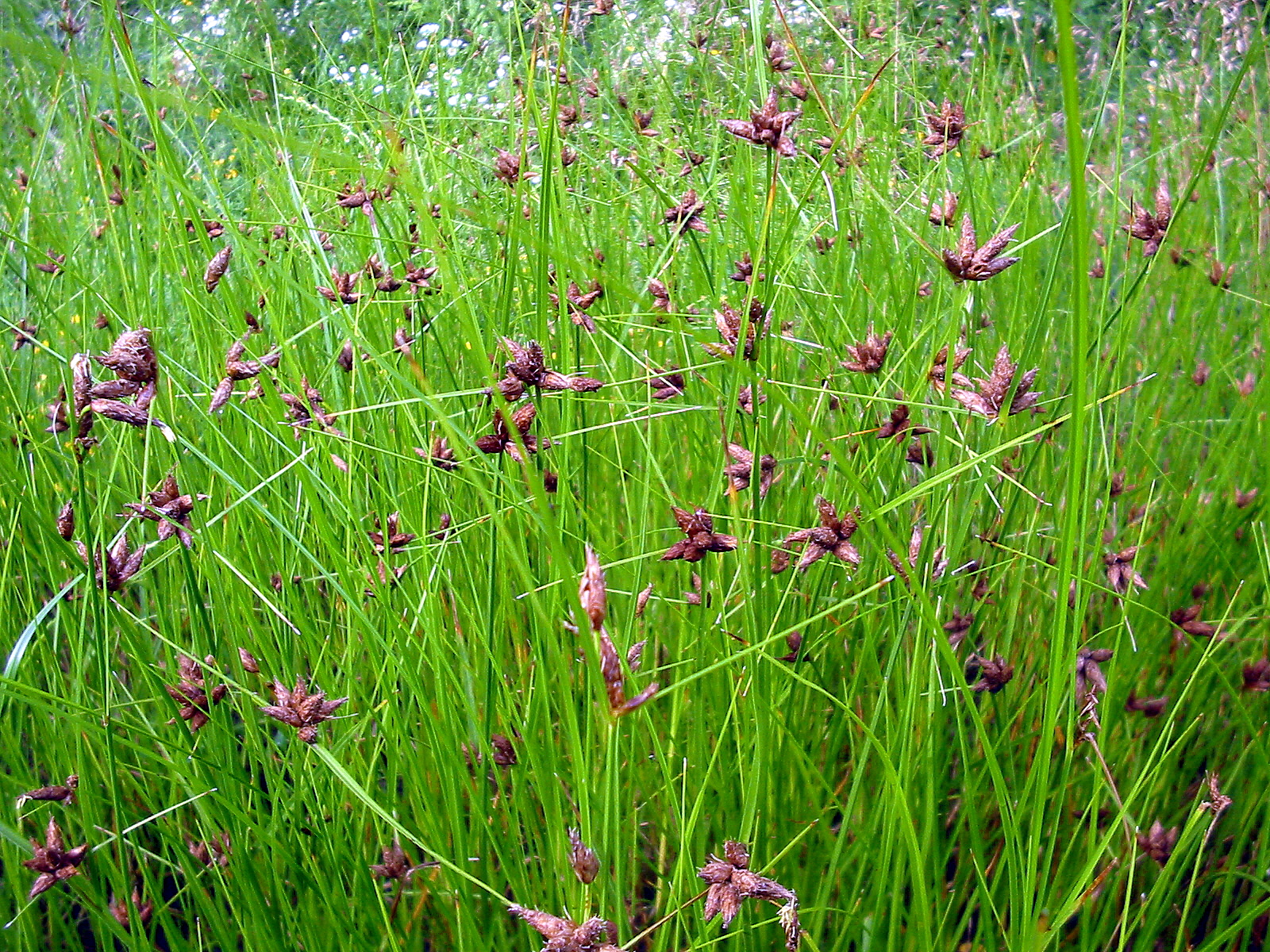
Бульбокомиш морський
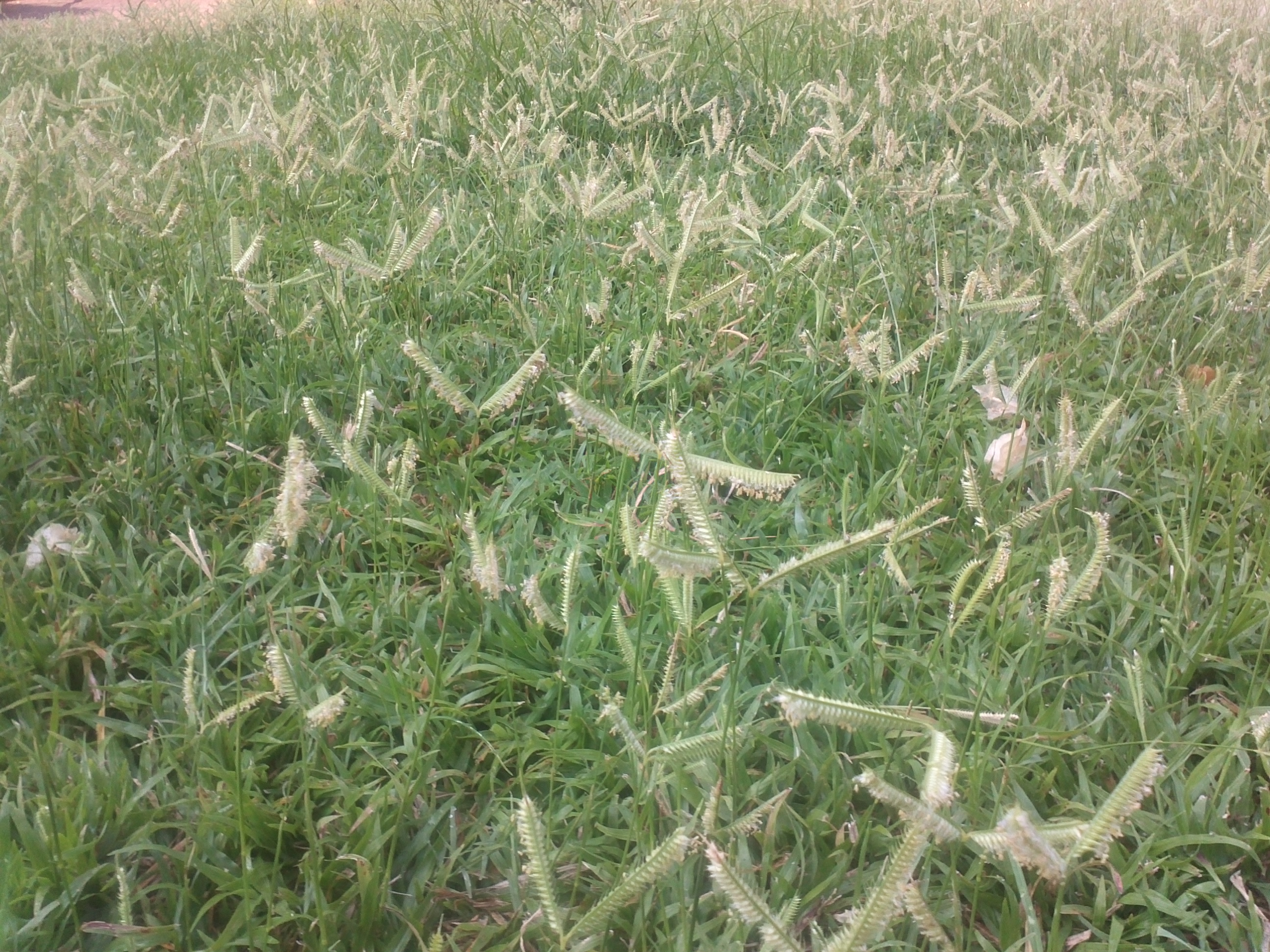
Свинорий пальчастий
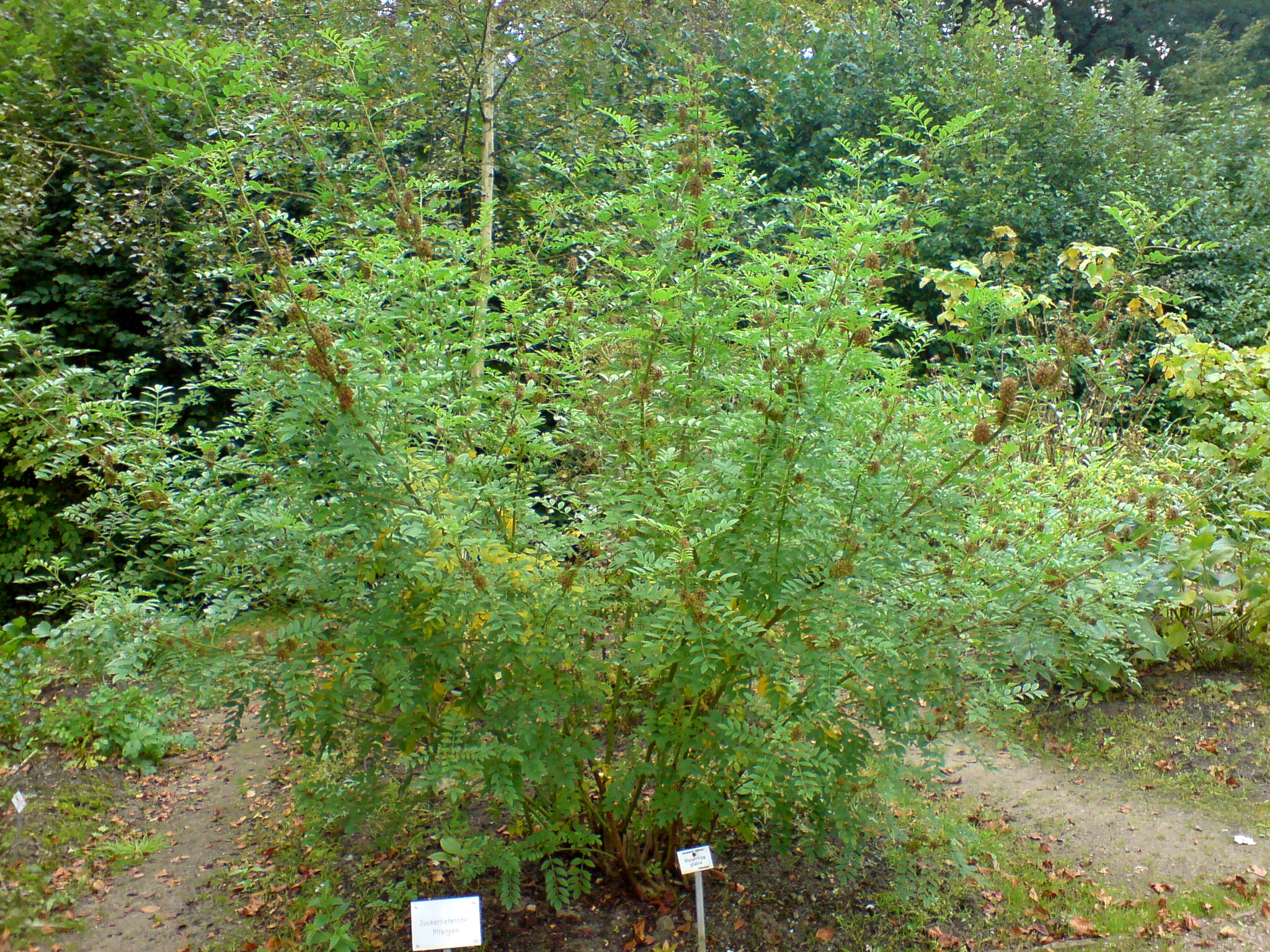
Локриця (солодка гола)